# Närstrid

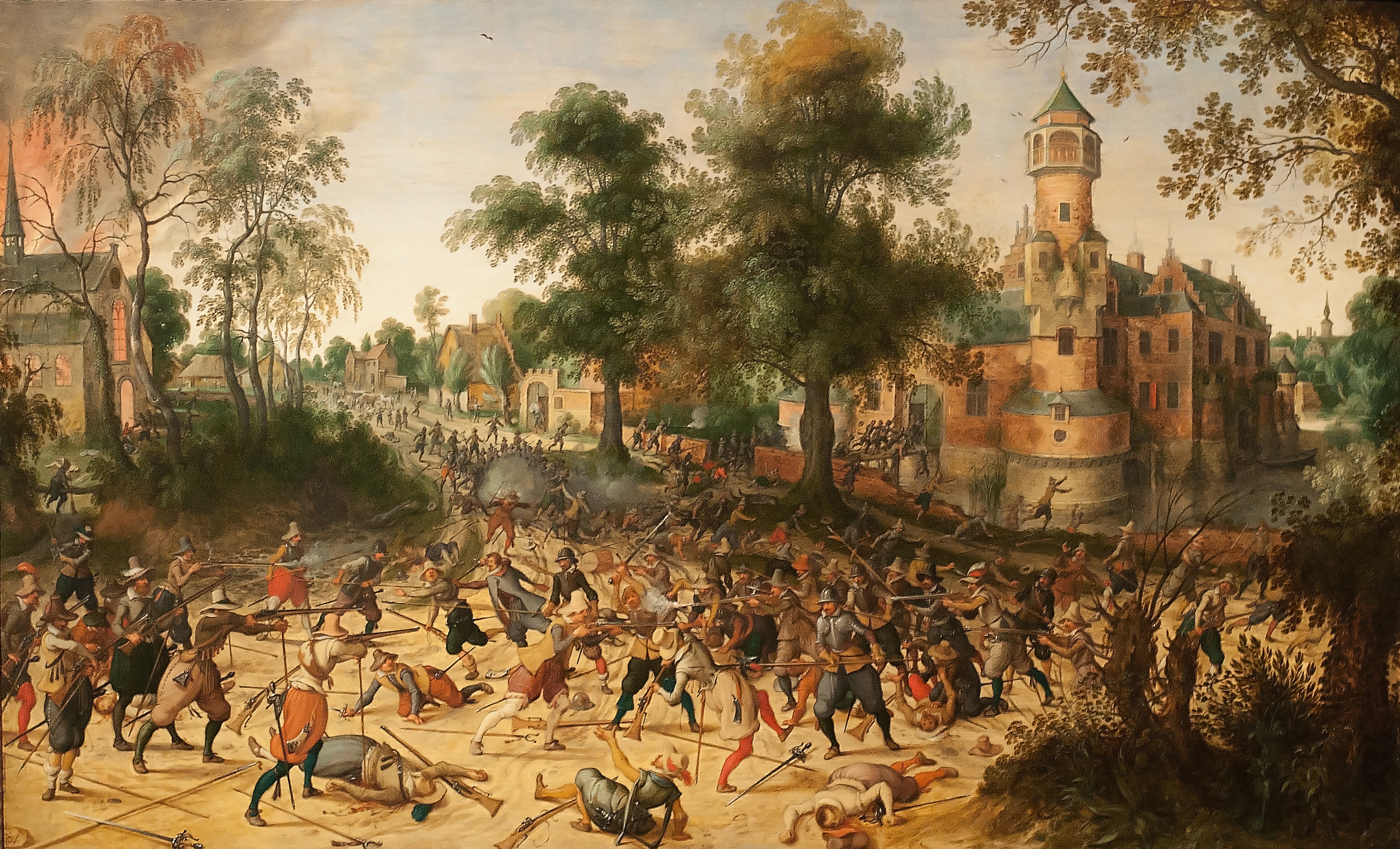
Närstrid i en stad under tidigt 1600-tal.

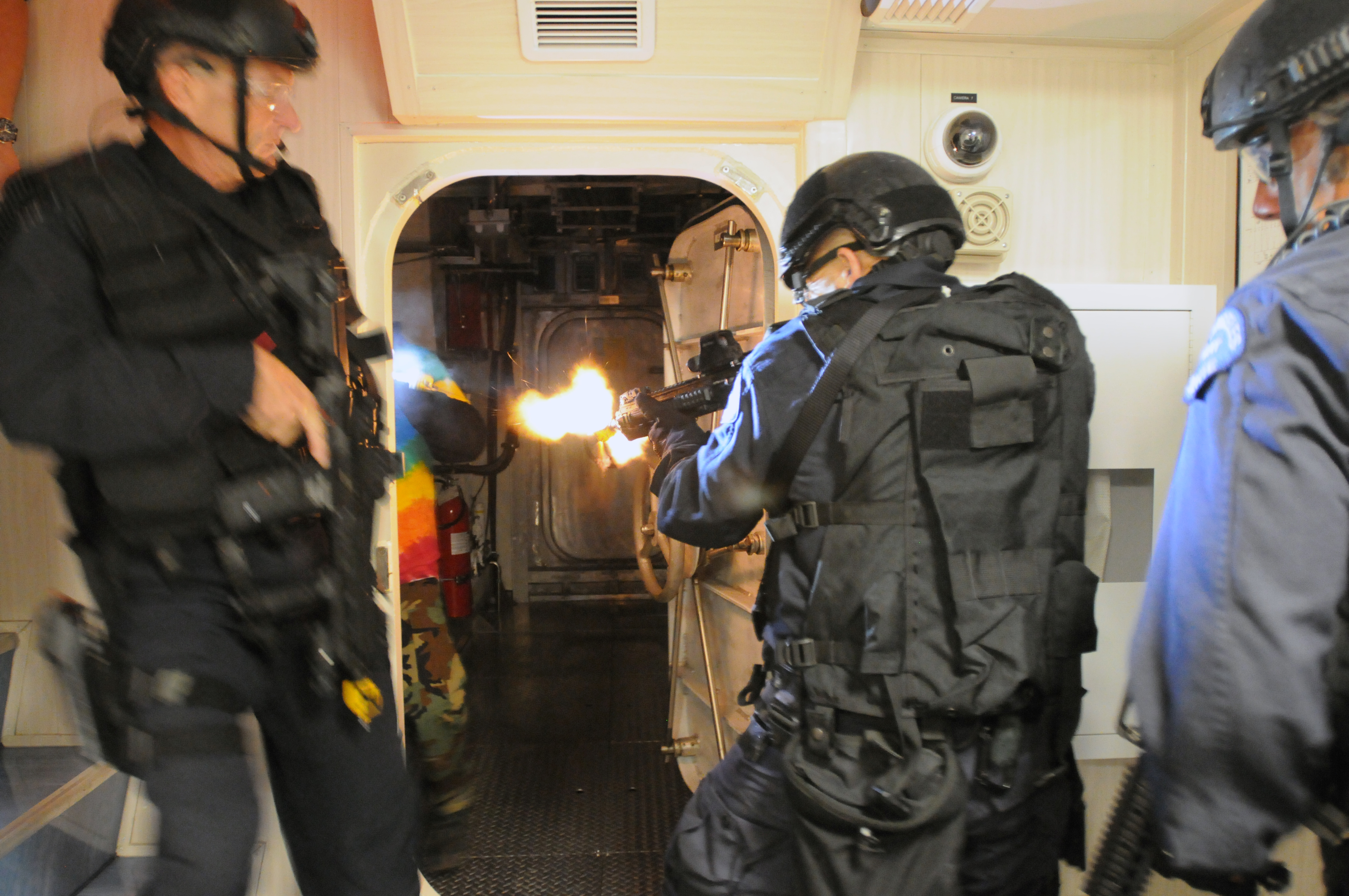
Amerikansk piketpolis övar närstrid i ett fartyg.

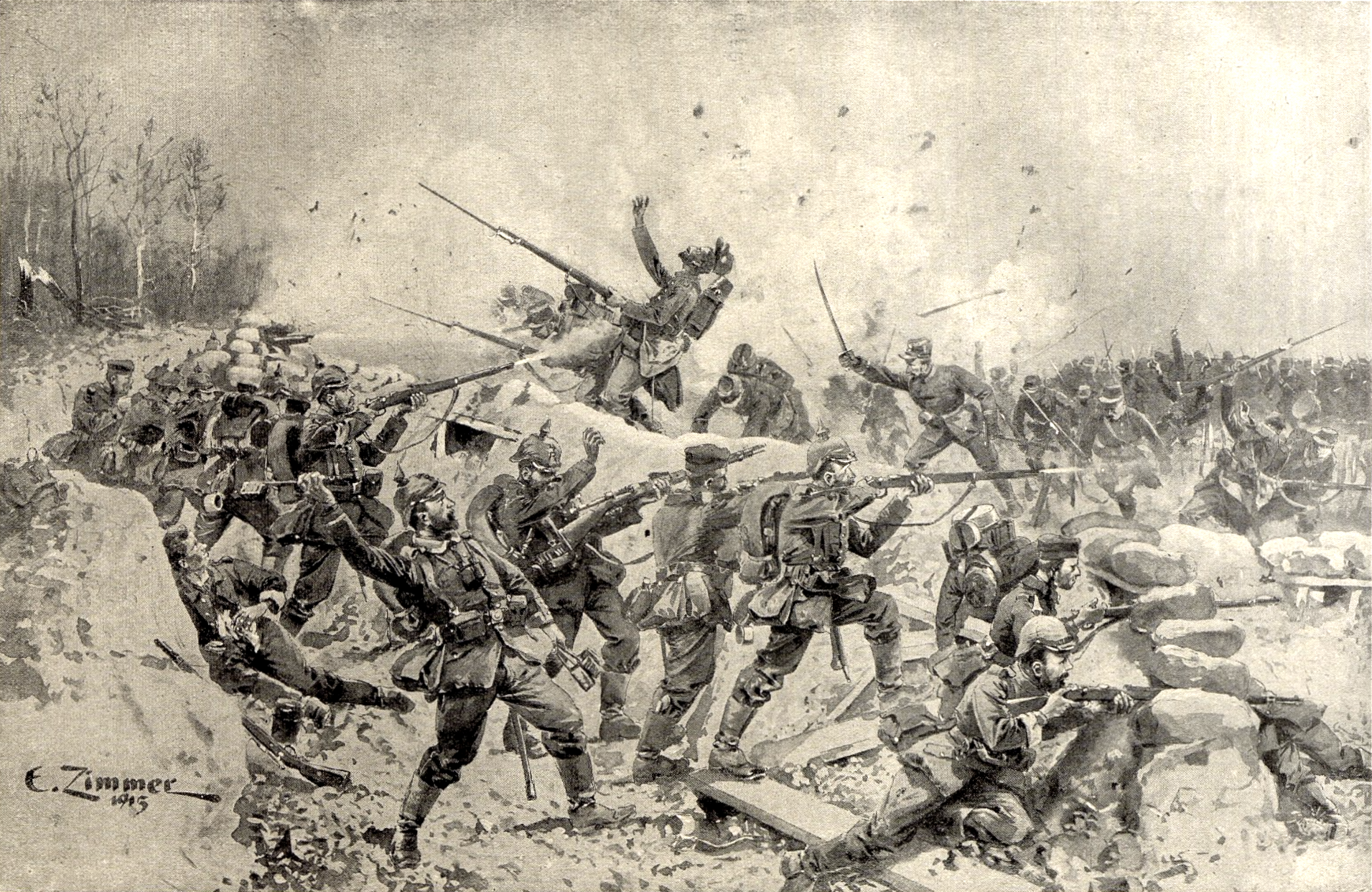
Exempel på närstrid vid skyttegravskrig där en skyttegrav utsätts för en stormning.

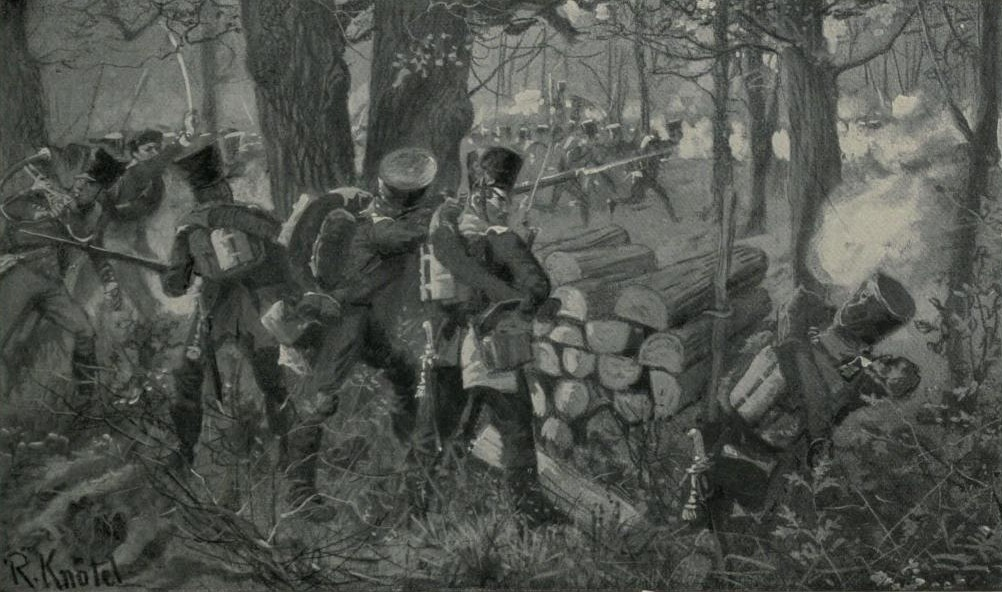
Exempel på närstrid med musköter i skogen.

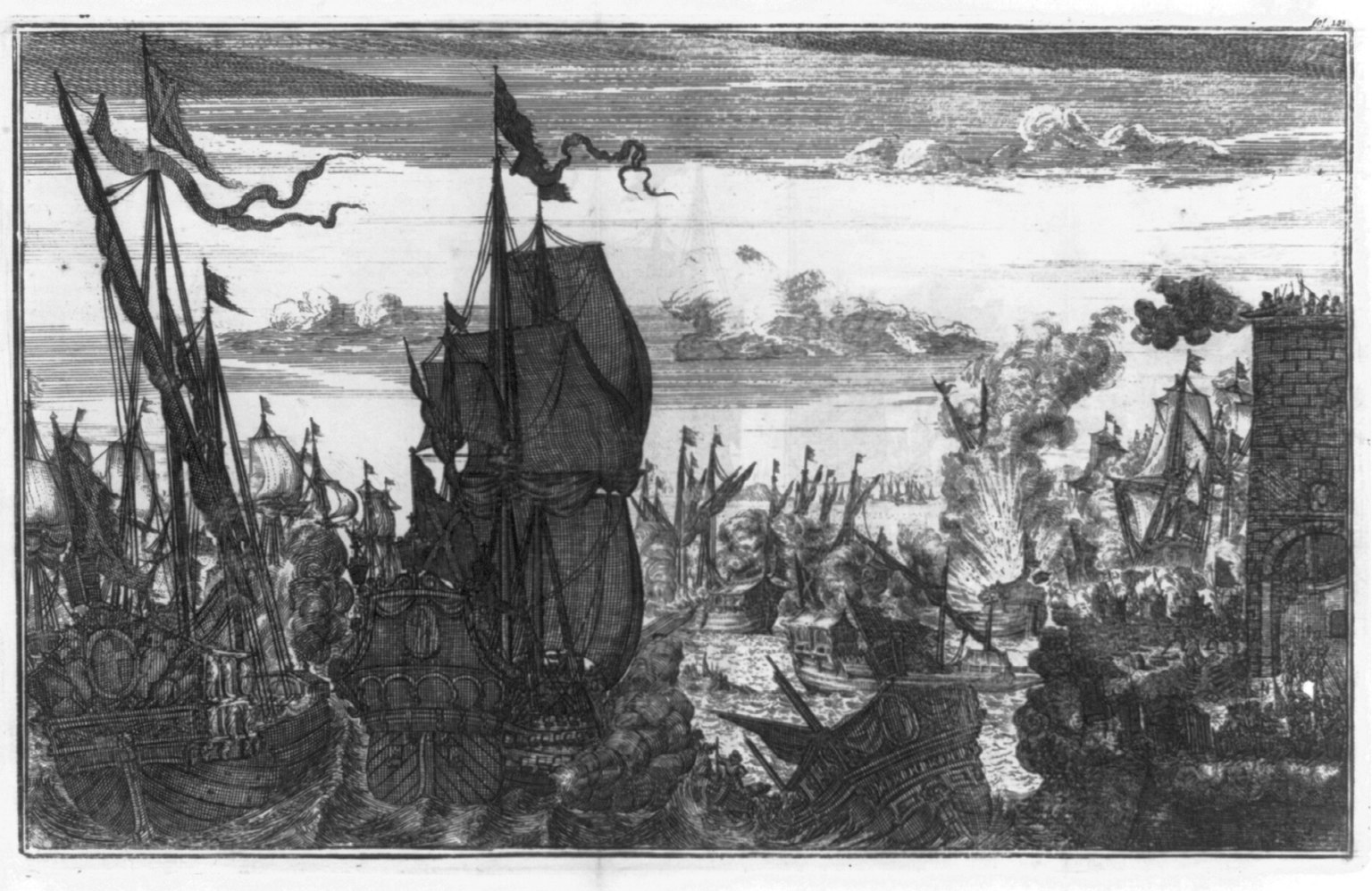
Exempel på äldre örlogsfartyg i närstrid.

Närstrid (engelska: close combat) är sådan strid som begås på relativt nära avstånd där motståndarna är tätt inpå varandra. Inom markstrid brukar detta beskriva de skeden av striden då avståndet mellan de stridande är så kort att eldvapen med kort skottvidd, handgranat och blankvapen (exempelvis bajonett) kommer till användning, vidare närkamp.
I engelskan brukar man tala om close-quarters combat (CQC) eller close-quarters battle (CQB), alltså ”strid på nära håll”, vilket främst avser närstrid mellan infanteri, särskilt hektisk sådan.

## Sveriges försvarsmakt
Soldaten i fält (SoldF) 2001 (avseende infanteristrid) begriper närstrid som stridsavstånd under 30 meter, vilket utövas med enhetsvapen, handgranater, mejning, eldstötar, jakteld, med mera. Vidare står det under Närstrid:
Om gruppen kommer nära fienden kan den tvingas övergå till strid på korta avstånd vilket innebär strid med eldhandvapen, kulsprutor och handgranater. Gruppchefen låter då tillfälligt gruppens soldater och stridspar själva samordna eld och rörelse. Kommando: ”Gå på marsch!” Handgemäng används då striden inte längre kan genomföras med eld. Handgemäng genomförs med bajonett, slag och stötar med ditt eldhandvapen, tillhyggen som yxa och spade samt med sparkar och slag.
Inom luftstrid avser närstrid sådan strid som kan begås med automatkanon eller hjälmsikte etc, såsom i kurvstrid upp till någon kilometer.[källa behövs]
I pansarstrid kan närstrid avse stridsavstånd där avståndsmätning ej krävs (lägg ann + skjut).[källa behövs]

## Markstrid

### Närstrid i bebyggelse
Närstrid i bebyggelse är sådan strid som äger rum i och kring bebyggelse där stridigheterna sker på mycket nära avstånd. Naturen av strid i bebyggelse överlag gör att närstrid ofta uppstår och kan indelas i olika former.

#### Gatustrid
Gatustrid är ett begrepp som militärt fritt beskriver strid som tar plats i förhållande till gator, såsom från hus till hus eller på gatan med mera. Det har använts om både infanteristrid och pansarstrid.[källa behövs]

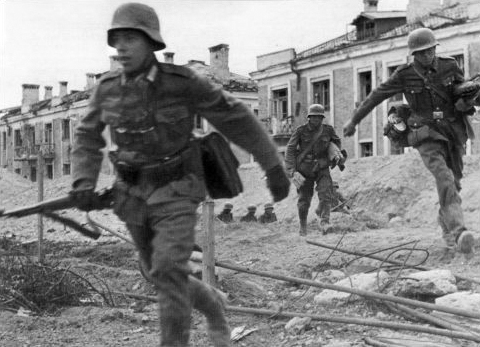
Tyskt infateri i gatustrid under slaget vid Stalingrad 1942.
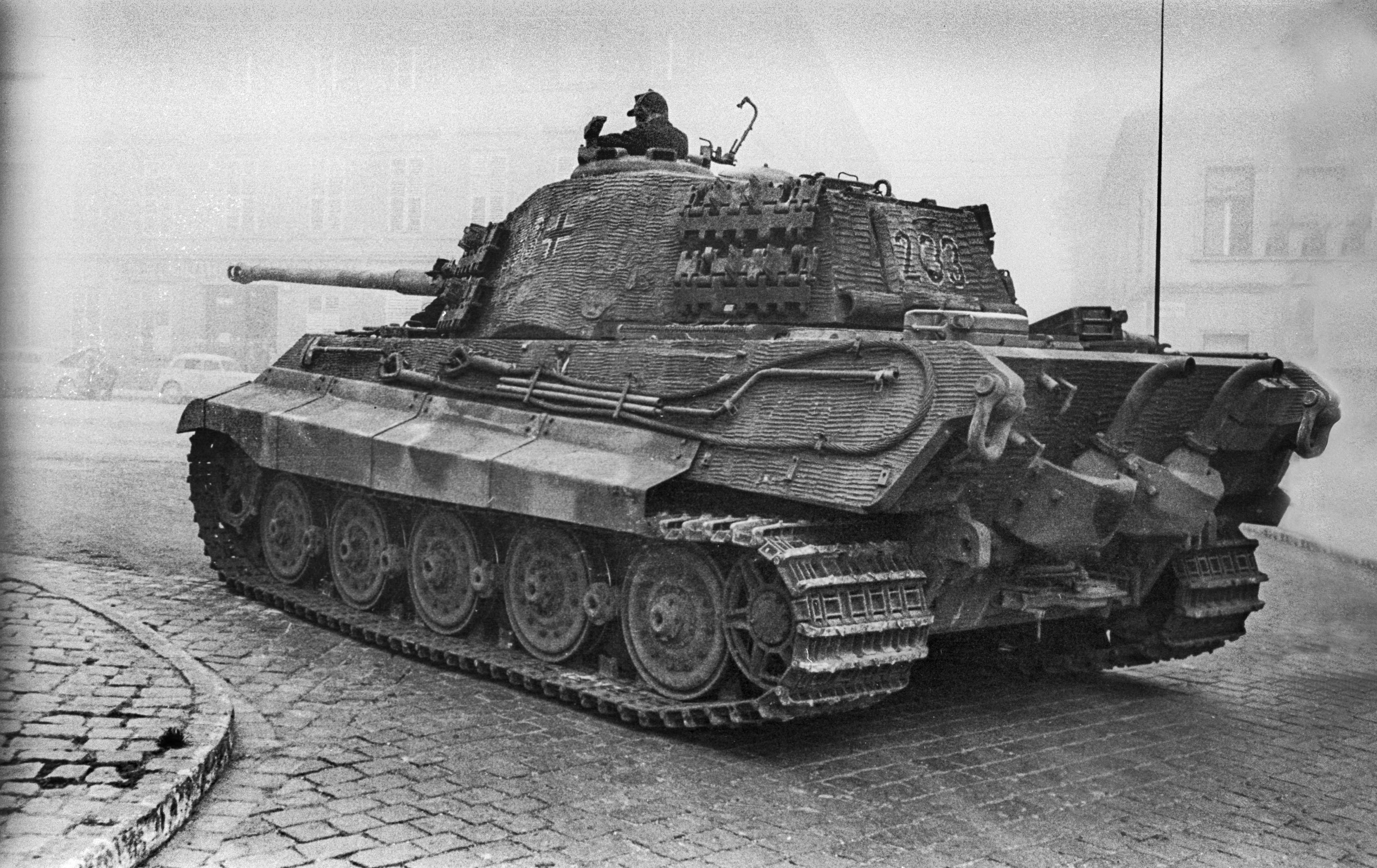
Tysk-Ungersk Tiger II stridsvagn i gatustrid i Budapest 1945.
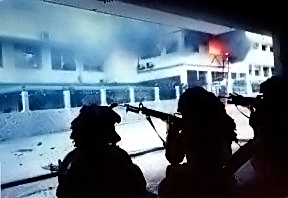
Amerikanskt infanteri i gatustrid under USA:s invasion av Panama 1989.
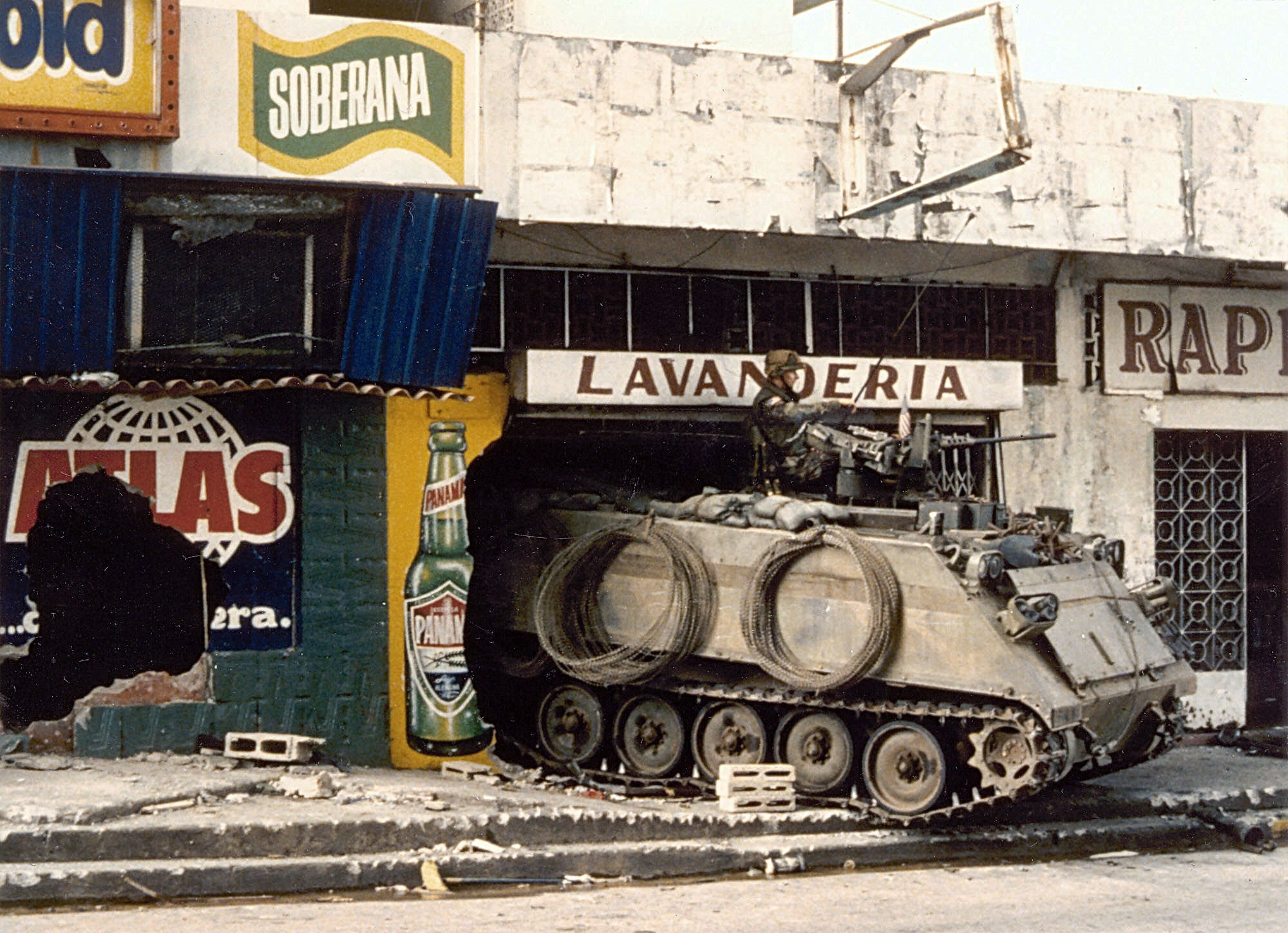
M113 pansarbandvagn i gatustrid under USA:s invasion av Panama 1989.

#### Husockupation
Husockupation som militärt begrepp avser hus eller byggnad som under gatustrid intagits och hålls av trupper.[källa behövs] Strid i bebyggelse handlar relativt ofta om att behöva ockupera, inta och infiltrera hus. Sådant är problematiskt för motståndaren eftersom det traditionellt krävs avsevärt mer trupper för att inta och återta det ockuperade huset än vad som ockuperar det, vilket reser frågan om det ska förintas med bombardering istället, vilket skapar andra konsekvenser.

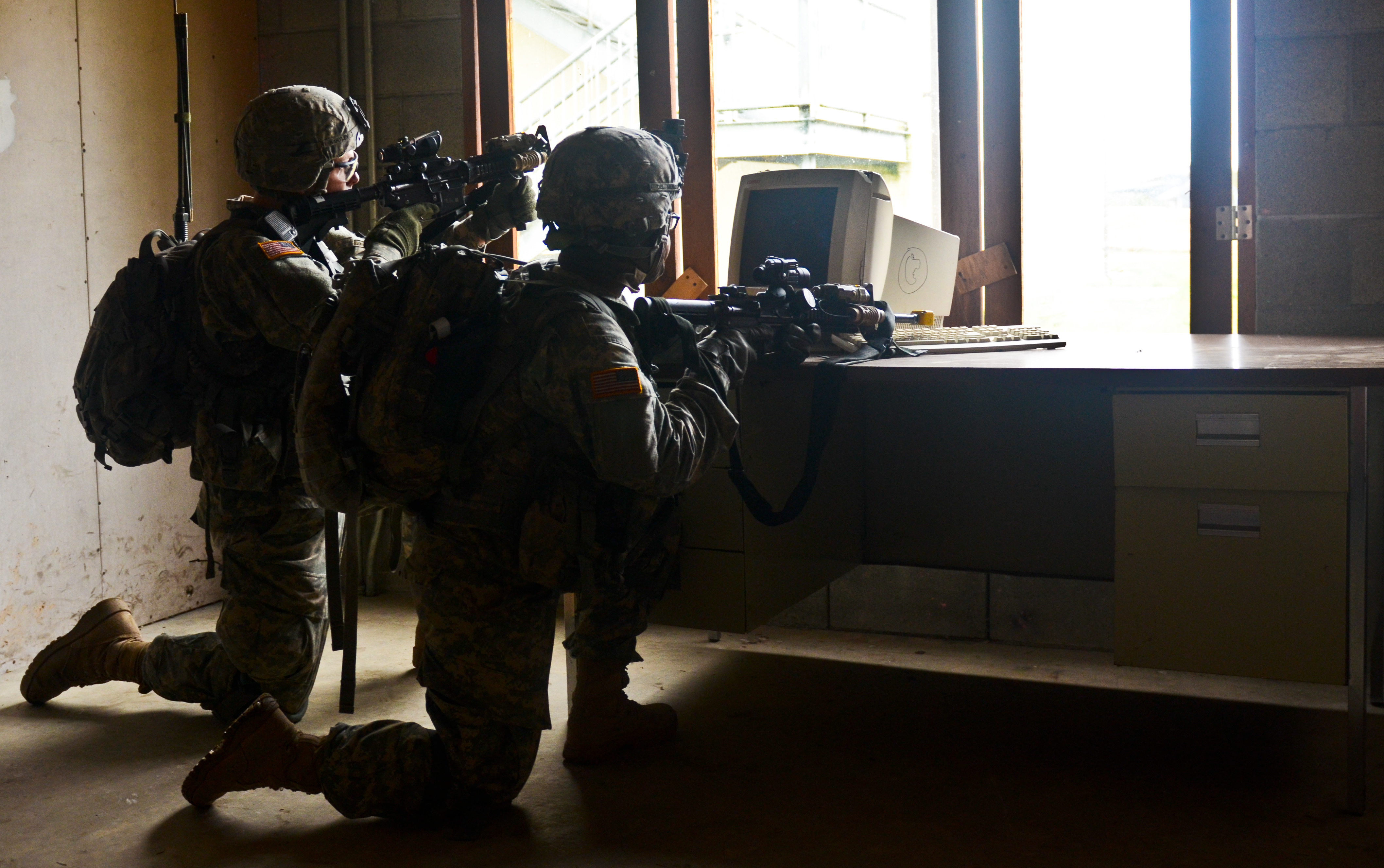
Amerikansk militär övar husockupation.
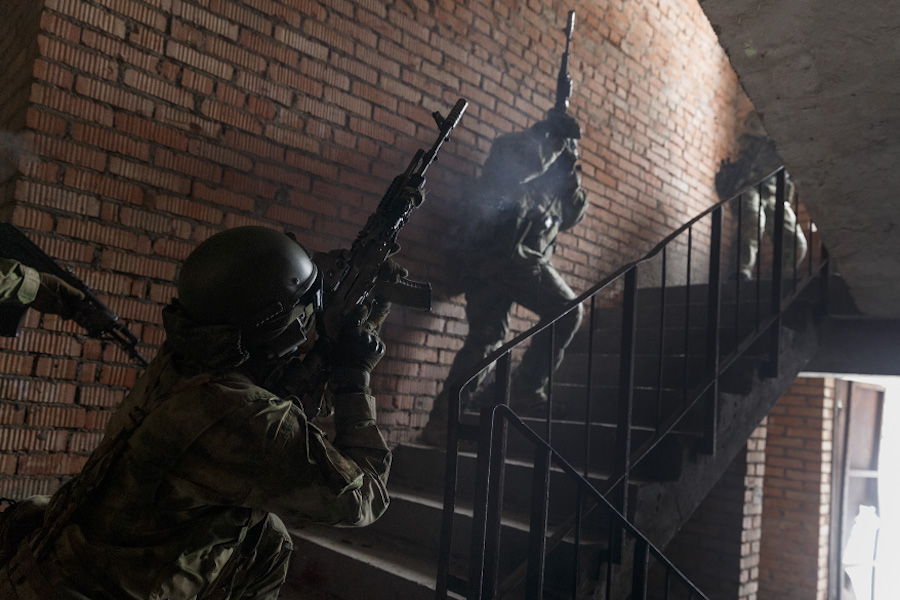
Rysk militär övar infiltrering av husockupation.
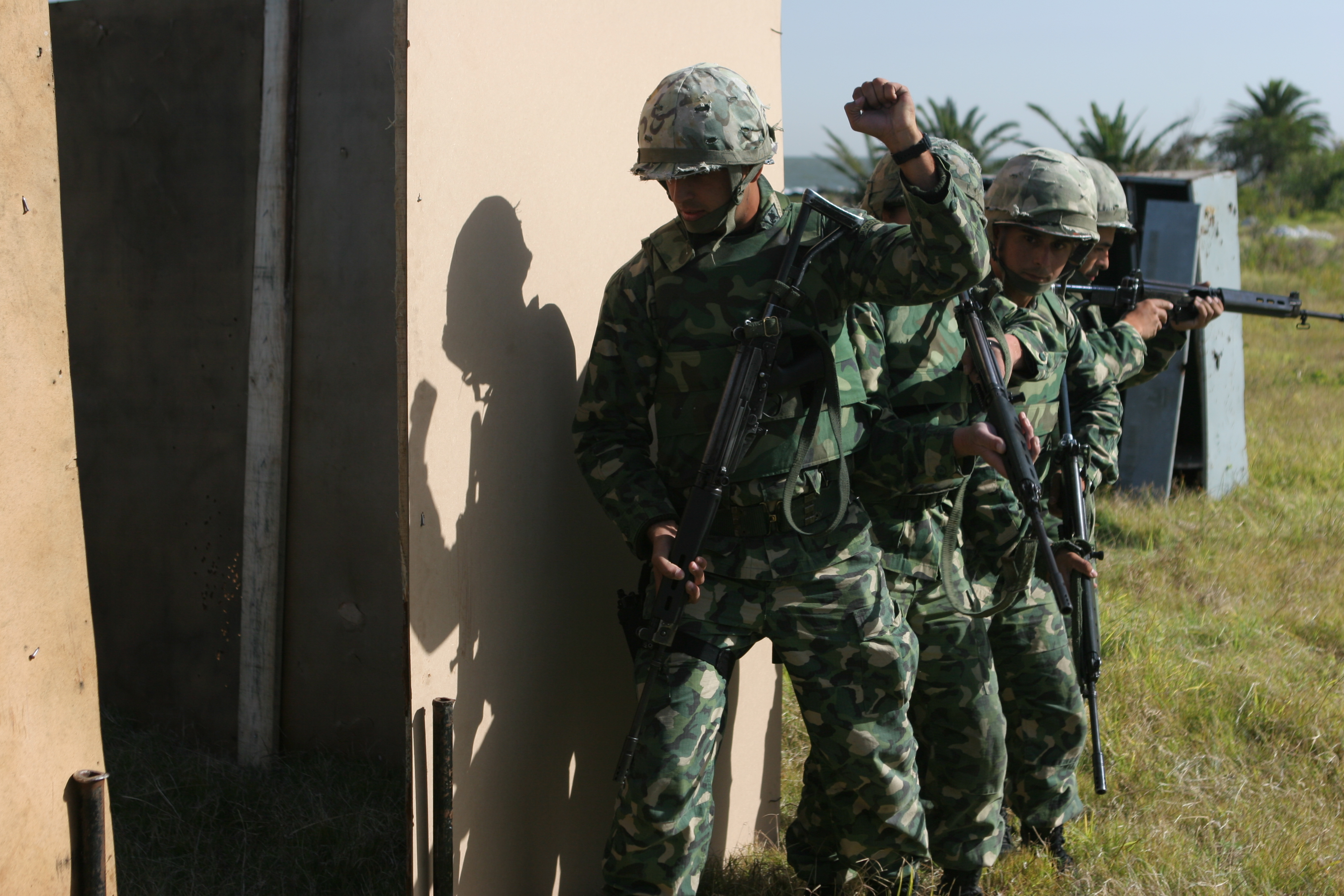
Uruguayska soldater övar infiltrering av husockupation.

### Tunnelstrid
Tunnelstrid är strid som förs i samband med tunnelkrigföring, antingen genom att föra strid i tunnlar eller genom att använda tunnlar för att komma nära fienden.

## Luftstrid

Exempel på närstrid i luften, så kallad kurvstrid, här mellan en kinesisk Curtiss Hawk III (främre) och en japansk Nakajima Ki-27 (bakre) under andra sino-japanska kriget.

Närstrid i luften brukar fritt kallas kurvstrid (engelska: dogfight, ”hundkamp”), vilket innebär luftstrid där stridsflygplan ligger nära nog varande att de kan börja manövrera mot varandra i hopp om att undvika den andres vapen och lägga an med sina egna varav pilotens skicklighet och reflexer samt flygplanets manövrerbarhet och andra egenskaper fäller avgörandet.

## Stridsformer
- Närkamp (handgemäng) – närstrid med närkontakt
  - Boxning – närstrid utan tillhygge som bygger på knytnävsslag
  - Brottning – närstrid utan tillhygge som bygger på nedbrottning
  - Fäktning – närstrid med blankvapen
- Kurvstrid – närstrid mellan stridsflygplan
  - Manövrerande strid – närstrid med manövrerande flygplan